# Ipomoea ochracea
Ipomoea ochracea é uma espécie de planta com flor pertencente à família Convolvulaceae. 
A autoridade científica da espécie é (Lindl.) G.Don, tendo sido publicada em A General History of the Dichlamydeous Plants 4: 270. 1837.

## Portugal
Trata-se de uma espécie presente no território português, nomeadamente no Arquipélago da Madeira.
Em termos de naturalidade é introduzida na região atrás indicada.

## Protecção
Não se encontra protegida por legislação portuguesa ou da Comunidade Europeia.